# Іванівський район (Берестейська область)
Іванівський район (Івановський район, біл. Іванаўскі раён) або Янівський район (біл. тарашк. Янаўскі раён) — адміністративно-територіальна одиниця у складі Берестейської області Білорусі. Адміністративний центр  — місто Іванове. Район повністю належить до української етнічної території та є частиною Берестейщини.

## Географія
Розташоване в центрі Загороддя. 57 % площі району займають сільгосподарські угіддя, 29 % — ліси.

## Історія
У 1940—1954 роках входив до Пинської області, після — до Берестейської. Під час Другої світової війни та післявоєнної української збройної боротьби проти радянського режиму район належав до Пінського надрайону («Степ») Берестейського окружного проводу ОУН. Українське збройне підпілля діяло на території району до 1952 року. У березні 1952 року на Одрижинських хуторах в Іванівському районі відбувся останній бій УПА на Берестейщині між повстанською групою Івана Панька («Сікори») та підрозділом КДБ, внаслідок якого повстанці загинули.

## Адміністративно-територіальний устрій
Адміністративно-територіальний устрій району:
- Бродницька сільська рада
  - село Бродниця
  - село Євлаші
  - село Завишшя
  - село Кацьки
  - село Людиновичі
  - село Оброво
  - село Петровичі
  - село Потаповичі
  - село Риловичі
  - село Сулови
  - село Юхновичі
  - село Яєчковичі
  - село Якша
- Горбаська сільська рада
  - село Вороцевичі
  - село Глинна
  - село Горбаха
  - село Журавок
  - село Завоятин
  - село Климентиново
  - село Овзичі
  - село Снітово
  - село Трудова
- Лясковицька сільська рада
  - село Борова
  - село Верхустя
  - село Горовата
  - село Дружиловичі
  - село Замошшя
  - село Калили
  - село Лясковичі
  - село Ляховичі
  - село Новолучки
  - село Огово
  - село Триліски
  - село Щекоцьк
- Молодівська сільська рада
  - село Буса
  - село Вили
  - село Вулька-Достоївська
  - село Достоєве
  - село Заруддя
  - село Застружжя
  - село Каролин
  - село Красіївка
  - село Кротове
  - село Лисуха
  - село Молодово
  - село Новосілки
  - село Осовниця
  - село Отовчиці
  - село Піщанка
  - село Полкотичі
- Мотольська сільська рада
  - село Мотоль
  - село Тишковичі
- Мохрівська сільська рада
  - село Вулька
  - село Коліно
  - село Красне
  - село Мохро
  - село Хомичево
- Одрижинська сільська рада
  - село Баландичі
  - село Вівневе
  - село Власовці
  - село Залядиння
  - село Корсинь
  - село Одрижин
  - село Опадище
  - село Подище
  - село Смольники
  - село Стромець
- Опільська сільська рада
  - село Вартицьк
  - село Лучки
  - село Лядовичі
  - село Новинка
  - село Опіль
  - село Псищево
  - село Святополка
  - село Тулятичі
  - село Упирове
- Рудська сільська рада
  - село Бошня
  - село Гнівчиці
  - село Загута
  - село Заруддя
  - село Конотоп
  - село Критишин
  - село Кужеличин
  - село Морози
  - село Переруб
  - село Пешково
  - село Рагодощ
  - село Радовня
  - село Рудковка
  - село Рудськ
  - село Сухе
  - село Фронопіль
- Сочивковська сільська рада
  - село Березляни
  - село Кліщі
  - село Кривиця
  - село Куляки
  - село Нові Кленки
  - село Сочивки
  - село Старосілля
  - село Старі Кленки
  - село Стрельно
  - село Сичево

Колишні сільські ради:
- Достоївська сільська рада (ліквідована 26 червня 2013 року[7])
- Дружиловицька сільська рада (ліквідована 26 червня 2013 року[7])
- Критишинська сільська рада (ліквідована 26 червня 2013 року[7])
- Псищівська сільська рада (ліквідована 26 червня 2013 року[7])
- Снітівська сільська рада (ліквідована 26 червня 2013 року[7])

## Населення
За переписом населення Білорусі 2009 року чисельність населення району становило 43 586 осіб.

### Національність
Розподіл населення за рідною національністю за даними перепису 2009 року:
| Національність                | Осіб  | Відсоток |
| ----------------------------- | ----- | -------- |
| білоруси                      | 41635 | 95,52 %  |
| українці                      | 949   | 2,18 %   |
| росіяни                       | 783   | 1,80 %   |
| поляки                        | 50    | 0,11 %   |
| цигани                        | 48    | 0,11 %   |
| національність не вказана     | 40    | 0,09 %   |
| молдовани                     | 13    | 0,03 %   |
| вірмени                       | 10    | 0,02 %   |
| татари                        | 7     | 0,02 %   |
| латиші                        | 6     | 0,01 %   |
| азербайджанці                 | 5     | 0,01 %   |
| литовці                       | 4     | 0,01 %   |
| узбеки                        | 4     | 0,01 %   |
| марійці                       | 4     | 0,01 %   |
| національність не повідомлена | 4     | 0,01 %   |
| казахи                        | 3     | 0,01 %   |
| євреї                         | 2     | 0,00 %   |
| грузини                       | 2     | 0,00 %   |
| чуваші                        | 2     | 0,00 %   |
| мордва                        | 2     | 0,00 %   |
| корейці                       | 2     | 0,00 %   |
| турки                         | 2     | 0,00 %   |
| дві та більше національності  | 2     | 0,00 %   |
| китайці                       | 1     | 0,00 %   |
| араби                         | 1     | 0,00 %   |
| греки                         | 1     | 0,00 %   |
| карели                        | 1     | 0,00 %   |
| фіни                          | 1     | 0,00 %   |
| кабардинці                    | 1     | 0,00 %   |
| інша національність           | 1     | 0,00 %   |
| Разом                         | 43586 | 100 %    |